# هیثم المطروشی
هیثم المطروشی (انگلیسی: Haithem Al-Matroushi؛ زادهٔ ۱ اکتبر ۱۹۸۸) بازیکن فوتبال اهل امارات متحده عربی است.